# Рубанов, Роман Викторович
Рома́н Ви́кторович Руба́нов (род. 1 сентября 1980, Владивосток, РСФСР, СССР) — российский общественный и политический деятель, директор «Фонда борьбы с коррупцией» (2014—2018).

## Биография

### Ранние годы
Родился 1 сентября 1980 года во Владивостоке. В 2002 году окончил экономический факультет Дальневосточного государственного университета.
В 2002—2012 годах — работал аудитором в ведущих российских компаниях, в частности, BDO Russia. В январе-июле 2013 года — возглавлял службу по расследованию и предотвращению мошенничества (Fraud Case Officer) в консалтинговой компании.

### Общественно-политическая деятельность
С 2013 года являлся директором «Фонда борьбы с коррупцией».
В январе 2013 года занимался организацией записи активистов в члены Участковых избирательных комиссий с правом решающего голоса. В феврале-марте — координатор территориально-избирательных комиссий от «Лиги Избирателей» на выборах мэра Москвы. В июне 2013 года назначен руководителем штаба по прохождению муниципального фильтра Алексеем Навальным на выборах мэра Москвы. В июне-сентябре 2013 года занимал должность заместителя начальника предвыборного штаба Алексея Навального.
В феврале 2015 года вошёл в Центральный совет «Партии прогресса». В начале 2016 года вошёл в число кандидатов в депутаты совета сельского поселения Барвиха.
13 июня 2017 года был арестован на 10 суток за неповиновения сотруднику полиции на акции протеста 12 июня.
10 октября 2017 года был задержан и доставлен в управление Федеральной службы судебных приставов по Москве за неисполнение судебного решения об удалении фильма «Он вам не Димон» с канала Алексея Навального в youtube.
20 февраля 2018 года был задержан в аэропорту Шереметьево за организацию акций протестов 28 января против решения о не регистрации Алексея Навального кандидатом в президенты России, за что впоследствии был арестован на 10 суток.
В декабре 2018 года был вынужден оставить пост директора Фонда и покинуть Россию. 26 февраля 2019 года стало известно, что МВД России объявило в розыск Рубанова из-за уголовного расследования (предположительно по статье 315 УК РФ), связанного с фильмом «Он вам не Димон».